# Cura
Cura de godin van de zorg zat, volgens de overlevering, eens aan de oever van een rivier en vormde uit de aan haar voeten liggende klei, terwijl haar ogen peinzend op het voorbijvloeiende water waren gericht, met de vingers spelend en zonder doel een menselijk  figuur. Toen Jupiter daar toevallig voorbijkwam, bad zij hem, dat hij dit dode lichaam zou bezielen. De god vervulde haar bede, maar eiste nu ook, dat het nieuwe wezen naar hem zou worden genoemd, hetwelk Cura weigerde, omdat zij het had vervaardigd. Terwijl zij daarover met elkaar twistten, verscheen Tellus, de godin van de aarde, en maakte evenzeer aanspraak op het nieuwe schepsel, omdat zij daartoe de stof had geleverd. Om de twist te beslissen, riepen de drie twistenden eindelijk Saturnus, de god van de tijd, tot scheidsrechter in en deze deed de uitspraak: "Gij, o Jupiter! gaf aan het schepsel het leven, neemt dus ook zijn lichaam, wanneer het is gestorven; Gij, o godin der Zorg! hebt het gevormd, aan u behore het dan, terwijl het leeft;  Gij, o Tellus! liet het uit uw stof vormen, uit humus of aarde, geef het dan ook de naam van deze stof en noem het homo of mens (zoon der aarde)."